# 米约
米约（法語：Millau，法語：[mijo] ⓘ），法国南部城市，奥克西塔尼大区阿韦龙省的一个市镇，同时也是该省的一个副省会，下辖米约区，其市镇面积为168.23平方公里，2022年1月1日时人口数量为21,859人，是该省人口第二多的市镇，仅次于省会罗德兹，在所有法国城市中排名第407位。
米约位于阿韦龙省东南部，塔恩河畔，是一个区域性的中心城市和交通枢纽，19世纪时因当地的手套制造业发达而被称为“手套之都”，现代则因米约高架桥而闻名，后者横跨塔恩河谷，最高桥塔顶点高于基座343.0米（1,125.3英尺），是全世界结构高度最高的桥梁。

## 地名来源
“米约”一名出现于公元875年，来源于当地的一个封建家族，其最初的拼写形式为，后逐渐衍变成为。

## 历史

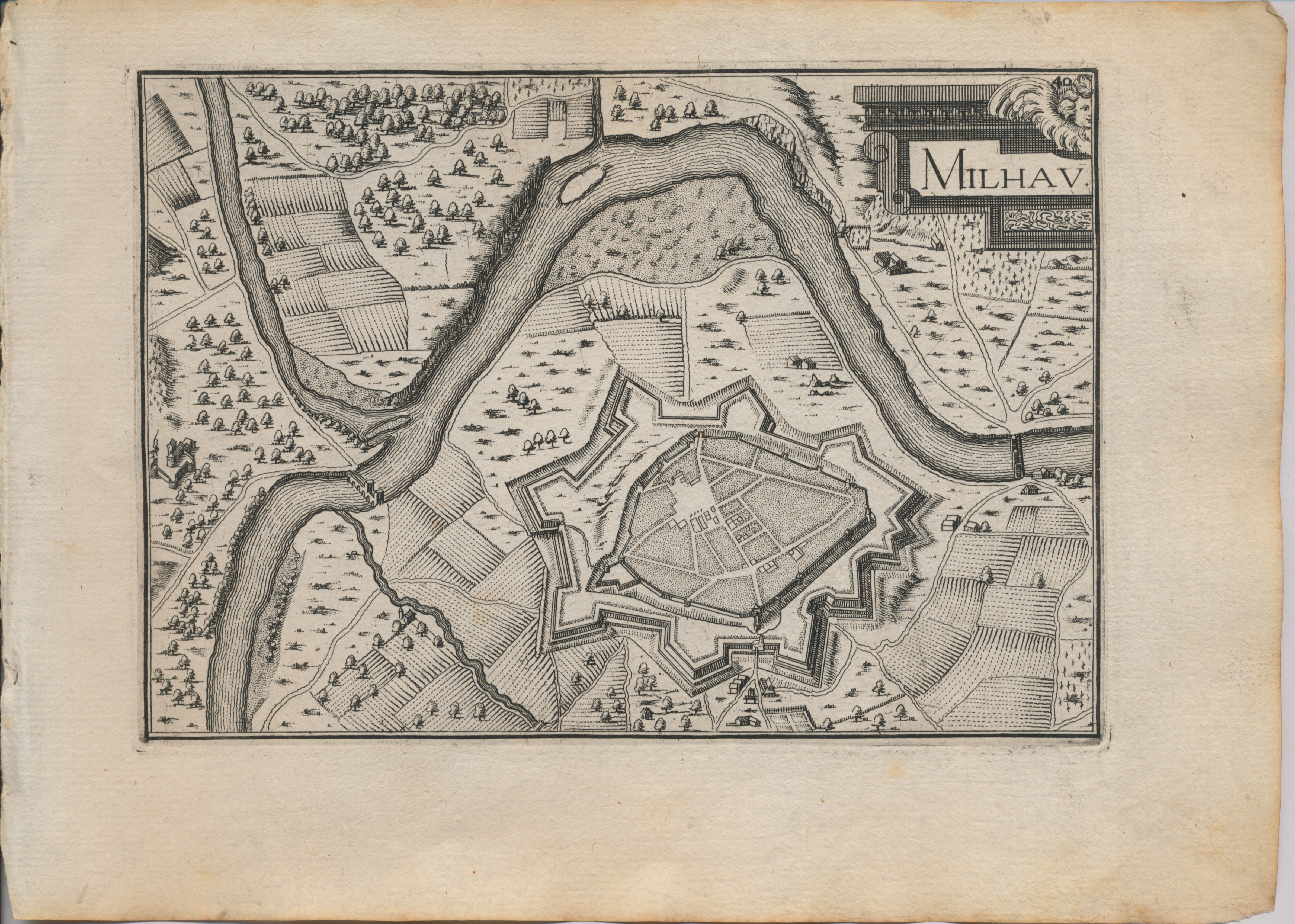
1634年的米约地图

米约历史悠久，当地的拉格罗弗桑克是一处磁窑遗址，属于高卢时期，但此后较长时期缺乏关于当地的记载。中世纪中期，当地出现了封建贵族，贝尔纳（Bernard）自916年起成为米约的首任子爵，隶属于罗德兹伯国。1095年，烏爾巴諾二世主持在此修建埃斯皮纳斯圣母堂，并组织发动了第一次十字军东征。英法百年战争初期，英格兰军事家约翰·钱多斯曾带领军队攻占了米约，并进行了长达8年的统治。宗教战争期间，天主教和新教教徒在米约发生了较为严重的斗争，后经协调出现了两个教派共存的局面，然而随着1685年《南特赦令》的废除，当地的新教徒再次受到严重的迫害。法国大革命后，米约所在的鲁埃格地区成立阿韦龙省，米约成为一个副省会。工业革命期间，米约成为一个区域性的工业城市，因手套制作而闻名，被称为“手套之都”（Capitale du gant），而通向米约的铁路于1876年建成。二战后，受到国际竞争和人口流失的影响，当地的手套生产业开始萎缩。20世纪末，当地出现了一系列的反全球化示威活动，其中70年代发生的拉尔扎克游行与1999年8月12日发生的米约麦当劳事件是法国农业地方保护运动的重要象征，并引发国际关注。2004年，米约高架桥建成通车，2010年，米约被法国文化部列入艺术与历史之城名单。

## 地理

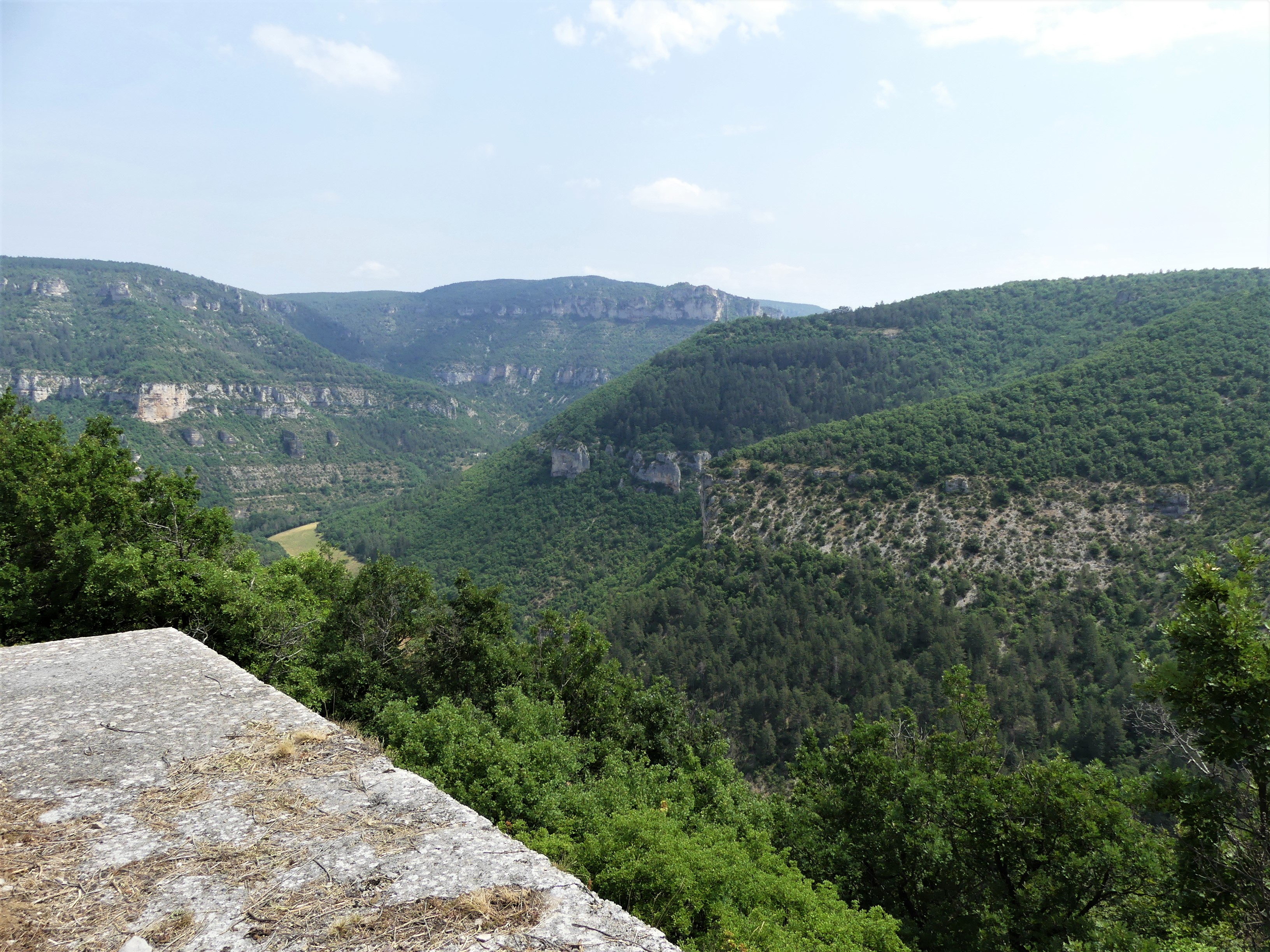
米约附近的塔恩河谷

米约位于法国南部，奥克西塔尼大区中东部和阿韦龙省东南部，距离省会罗德兹大约62公里。与米约接壤的市镇包括：阿格萨克、卡斯泰尔诺佩盖罗尔、拉卡瓦勒里、孔普雷尼亚克、克雷塞尔、拉克雷斯、塞尔农河畔拉帕努斯、楠村、波耶、拉罗克圣玛格丽特、圣博泽利、韦里耶尔。

### 地形
米约位于法国中央高原腹地，塔恩河谷之中，南北两侧为高耸的山脉，而市区内地势相对，全境海拔在340到888米之间。

### 水文
塔恩河自东向西流经境内，该河是加龙河右岸的一条支流，后者为法国五大河流之一。

### 植被
米约属于温带山地落叶林区，市区内的主要绿地公园包括胜利公园（Parc de la Victoire）、桑比西宫花园（Jardins de l'Hôtel de Sambucy）等，均常年免费向公众开放。

### 气候
米约在柯本气候分类法中属于带有山地特征的地中海气候，日照相对充足，雨热不同期，但因受到地形影响而分布不规律。
米约境内设有气象站，以下为该气象站的数据：
| 米约1981年－2019年  | 米约1981年－2019年 | 米约1981年－2019年 | 米约1981年－2019年 | 米约1981年－2019年 | 米约1981年－2019年 | 米约1981年－2019年 | 米约1981年－2019年 | 米约1981年－2019年 | 米约1981年－2019年 | 米约1981年－2019年 | 米约1981年－2019年 | 米约1981年－2019年 | 米约1981年－2019年 |
| 月份                | 1月                | 2月                | 3月                | 4月                | 5月                | 6月                | 7月                | 8月                | 9月                | 10月               | 11月               | 12月               | 全年               |
| ------------------- | ------------------ | ------------------ | ------------------ | ------------------ | ------------------ | ------------------ | ------------------ | ------------------ | ------------------ | ------------------ | ------------------ | ------------------ | ------------------ |
| 历史最高温 °C（°F） | 17.6 (63.7)        | 22.9 (73.2)        | 23.9 (75.0)        | 27 (81)            | 29.8 (85.6)        | 36.8 (98.2)        | 37.5 (99.5)        | 38 (100)           | 34.1 (93.4)        | 28.9 (84.0)        | 23.9 (75.0)        | 19.1 (66.4)        | 38 (100)           |
| 平均高温 °C（°F）   | 6.1 (43.0)         | 7.3 (45.1)         | 10.8 (51.4)        | 13.5 (56.3)        | 17.7 (63.9)        | 21.9 (71.4)        | 25.5 (77.9)        | 25.1 (77.2)        | 20.7 (69.3)        | 15.5 (59.9)        | 9.7 (49.5)         | 6.9 (44.4)         | 15.1 (59.2)        |
| 日均气温 °C（°F）   | 3.2 (37.8)         | 3.9 (39.0)         | 6.7 (44.1)         | 9.1 (48.4)         | 13.1 (55.6)        | 16.9 (62.4)        | 19.9 (67.8)        | 19.6 (67.3)        | 15.9 (60.6)        | 11.9 (53.4)        | 6.7 (44.1)         | 4 (39)             | 10.9 (51.6)        |
| 平均低温 °C（°F）   | 0.2 (32.4)         | 0.4 (32.7)         | 2.6 (36.7)         | 4.7 (40.5)         | 8.6 (47.5)         | 11.9 (53.4)        | 14.3 (57.7)        | 14.1 (57.4)        | 11.1 (52.0)        | 8.3 (46.9)         | 3.6 (38.5)         | 1.1 (34.0)         | 6.7 (44.1)         |
| 历史最低温 °C（°F） | −17.5 (0.5)        | −15 (5)            | −12.9 (8.8)        | −5.5 (22.1)        | −1.3 (29.7)        | 3 (37)             | 6.3 (43.3)         | 4.9 (40.8)         | 1.6 (34.9)         | −4.1 (24.6)        | −8.1 (17.4)        | −13 (9)            | −17.5 (0.5)        |
| 平均降水量 mm（）   | 55.4 (2.18)        | 47.4 (1.87)        | 42.5 (1.67)        | 69.9 (2.75)        | 73.4 (2.89)        | 60.5 (2.38)        | 39.7 (1.56)        | 54.8 (2.16)        | 77.7 (3.06)        | 79.6 (3.13)        | 69.1 (2.72)        | 61.6 (2.43)        | 731.6 (28.80)      |
| 月均日照時數        | 100.3              | 126.9              | 173                | 183.4              | 217.6              | 262.1              | 296                | 260.9              | 207.7              | 132.1              | 99.6               | 98.1               | 2,157.7            |
| 来源：infoclimat.fr |                    |                    |                    |                    |                    |                    |                    |                    |                    |                    |                    |                    |                    |

## 行政区划
米约是法国奥克西塔尼大区阿韦龙省的一个市镇，编号为12145，它也是阿韦龙省的一个副省会。米约下辖米约区，管理米约第一县和第二县，同时也是米约大科斯市镇公共社区的办公驻地。
法国国家统计与经济研究所（简称）在进行数据统计时，将米约及相邻的克雷塞勒设为米约城市核心区，并将包括核心区在内的周边共13个市镇划为米约城市区。同时，还将米约市镇分为了10个“块区”（IRIS），以便于统计人口分布情况。

## 交通

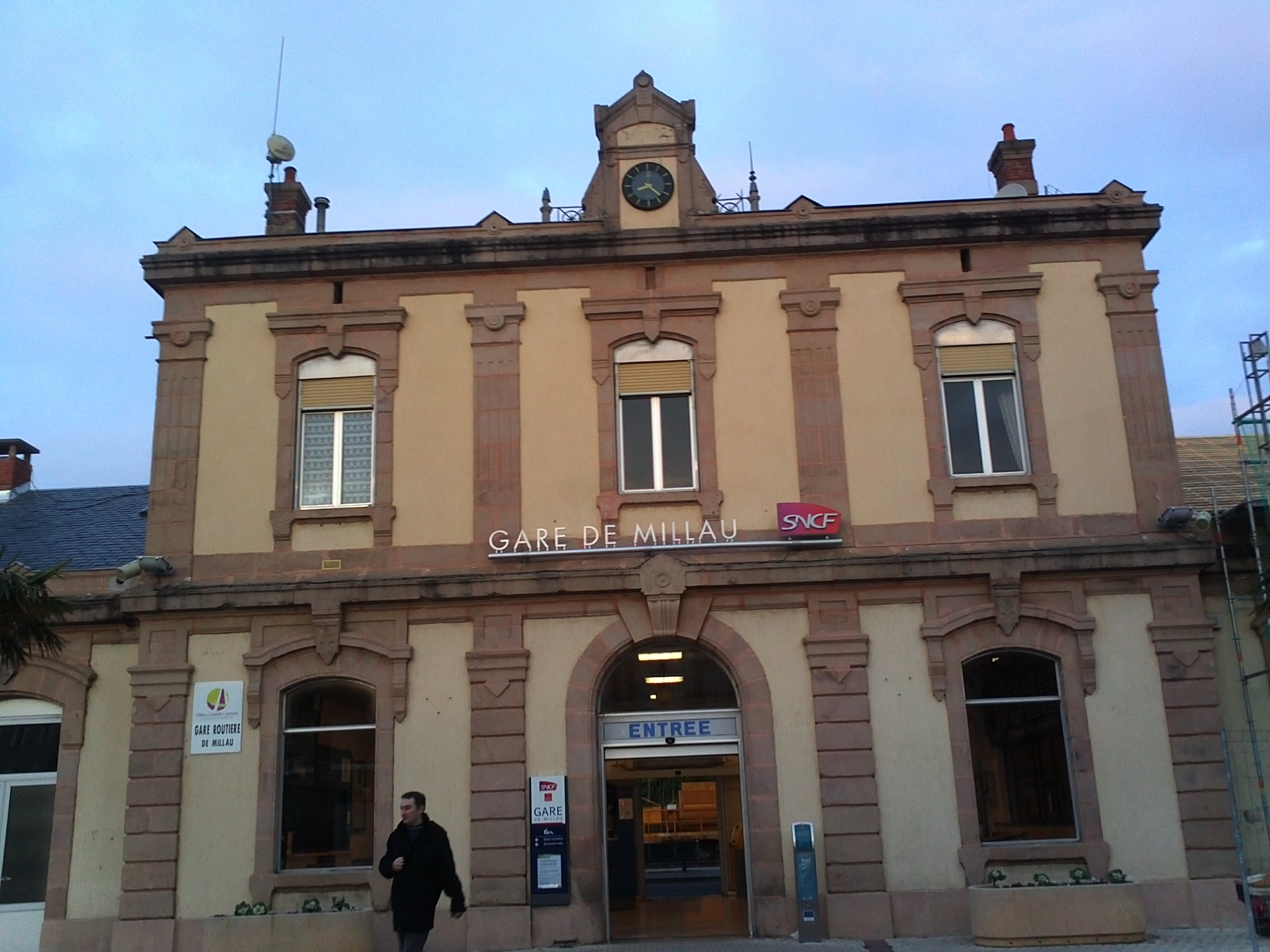
米约火车站

### 公路
法国A75高速公路经过市区西部，通过米约高架桥纵贯南北，该公路设有两个出入口可通向米约市区，此外多条阿韦龙省省道在米约境内交汇，有校车线路可前往周边部分市镇。
奥克西塔尼综合线路网开通由米约出发，前往阿尔比、罗德兹、圣阿夫里克和蒙彼利埃四个方向的常规巴士线路。
2016年，65.8%的米约家庭拥有至少一辆的私人汽车。同年，米约境内共发生各类交通事故9起，造成11人受伤。

### 铁路
米约位于贝济耶－讷萨格铁路线上，该铁路历史上为法国中南部重要的铁路干线，于1931年完成电气化改造，后因附近地区人口数量的流失和与之平行的高速公路的建成而逐渐衰落。米约站位于市区中部，该站每天停靠一班往返于贝济耶和讷萨格站之间的城际列车，同时停靠数班前往贝济耶的区域列车，直达巴黎的列车已于2007年起停运。

### 航空
距离米约最近的民用航空站为罗德兹机场，距离米约市中心车程约70公里。

### 城市公共交通
米约城市公共交通（商业名称为）是当地的城市公共交通系统，截至2020年5月，该系统共有3条公交线路，路网覆盖了市区内的主要街道。

## 政治

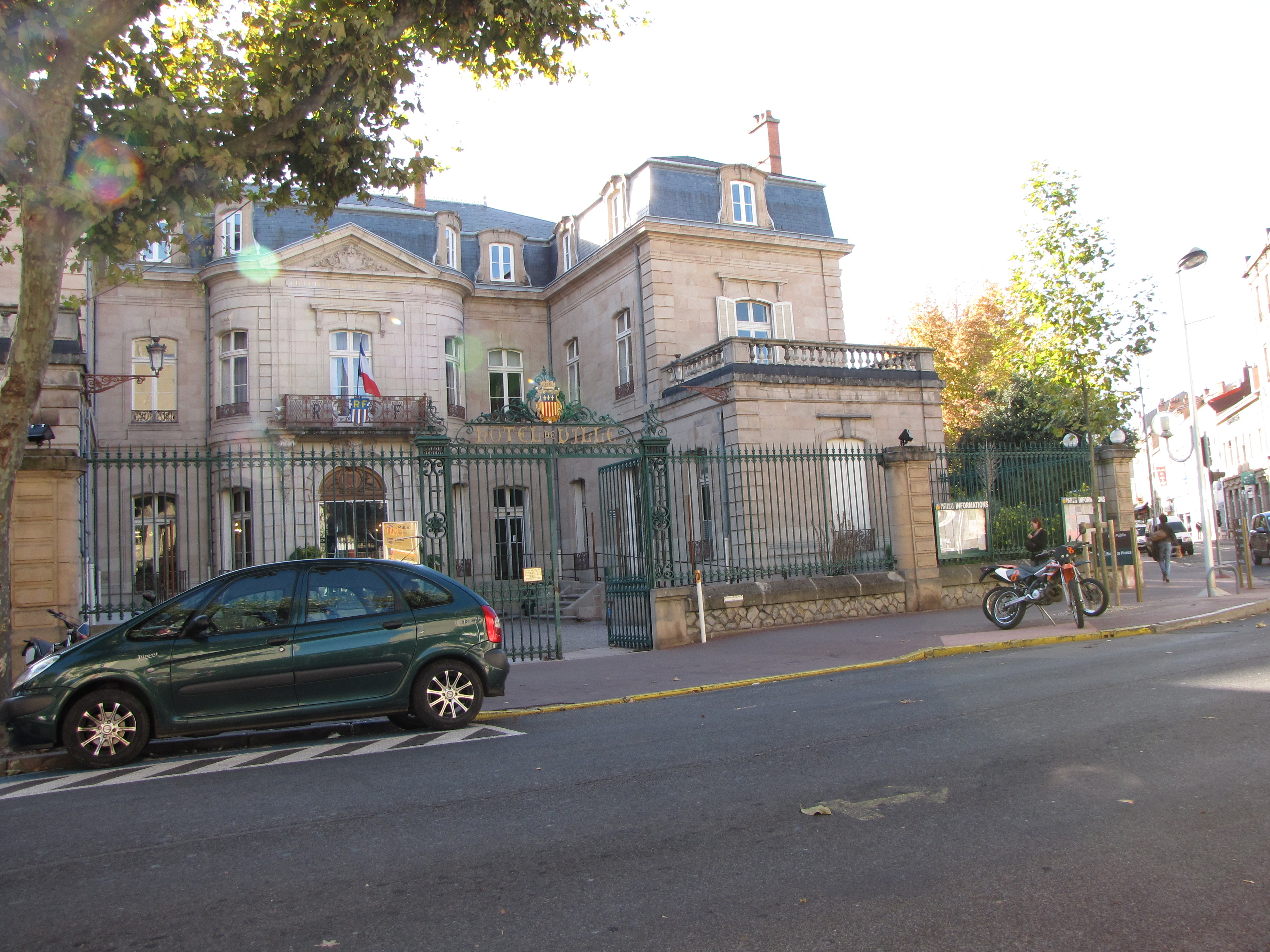
米约市政府

米约的现任市长为埃马纽埃尔·加泽尔女士（Emmanuelle Gazel），他在2020年的市政选举中获得了44.54%的支持率。
在2017年的法国总统大选中，法国第25任总统埃马纽埃尔·马克龙在米约获得了71.1%的支持率。
| 米约历届市长   |                     |                                  |
| 任期           | 市长                | 党派                             |
| 1945年－1947年 | 皮埃尔·布斯凯       | 不详                             |
| 1947年－1949年 | 路易·贝尔纳         | MRP人民共和运动                  |
| 1949年－1965年 | 夏尔·迪泰伊         | MRP人民共和运动                  |
| 1965年－1971年 | 安德烈·莫里         | MRP人民共和运动                  |
| 1971年－1976年 | 让·加布里亚克       | UDR共和国保卫联盟                |
| 1976年－1977年 | 让-路易·埃斯佩尔斯  | UDR共和国保卫联盟                |
| 1977年－1983年 | 马纽埃尔·迪亚兹     | PRG左派激進黨                    |
| 1983年－1995年 | 热拉尔·德吕         | PS社会党                         |
| 1995年－2008年 | 雅克·戈德弗兰       | RPR保衛共和聯盟 →UMP人民运动联盟 |
| 2008年－2014年 | 居伊·迪朗           | PS社会党                         |
| 2014年－2020年 | 克里斯托夫·圣皮埃尔 | UMP人民运动联盟 →LR共和黨        |
| 2020年－       | 埃马纽埃尔·加泽尔   | PS社会党                         |

## 人口
2017年，米约市镇人口数量为22,109，在法国排名第407位。其中男性10,563人，女性11,637人，75岁及以上人口占12.1%，外籍人口数量为1,146人，人口密度为131人/平方公里，当地居民被称为（男性）或（女性）。2018年，米约境内出生189人，死亡人口252人。
| 年份   | 1936   | 1946   | 1954   | 1962   | 1968   | 1975   | 1982   | 1990   | 1999   | 2006   | 2011   | 2016   | 2017   |
| ------ | ------ | ------ | ------ | ------ | ------ | ------ | ------ | ------ | ------ | ------ | ------ | ------ | ------ |
| 人口數 | 16,437 | 17,678 | 19,209 | 21,229 | 22,595 | 21,907 | 21,695 | 21,788 | 21,339 | 22,133 | 21,626 | 22,200 | 22,109 |

## 经济
米约是一个区域性的中心城市，当地共有各类用人单位3,343家，平均历史为18年，行政、医疗及社会服务是当地的主要就业岗位类型

## 财政收入
2018年，米约的财政收入总额为28,717,900欧元，财政支出总额为26,389,500欧元，当年的债务总额为28,771,400欧元。
2014年，米约的人均收入总额为2,425欧元，其中高职人员为3,925欧元，普通职员为1,777欧元。
2016年，米约境内的青壮年（15至64岁）失业率为15.6%，当地35.8%的家庭拥有纳税资格。

## 社会事务

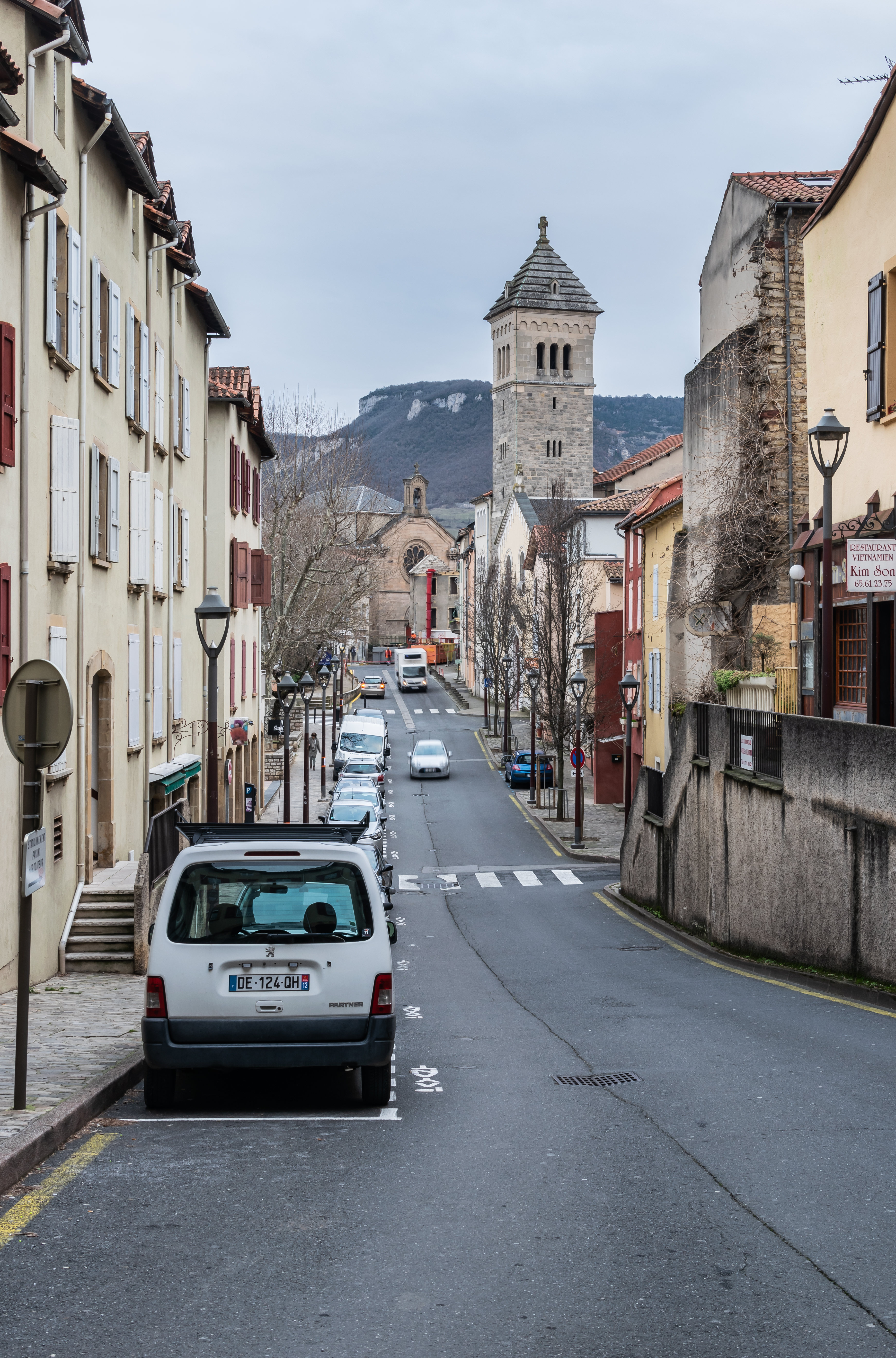
米约市中心的圣马丁街

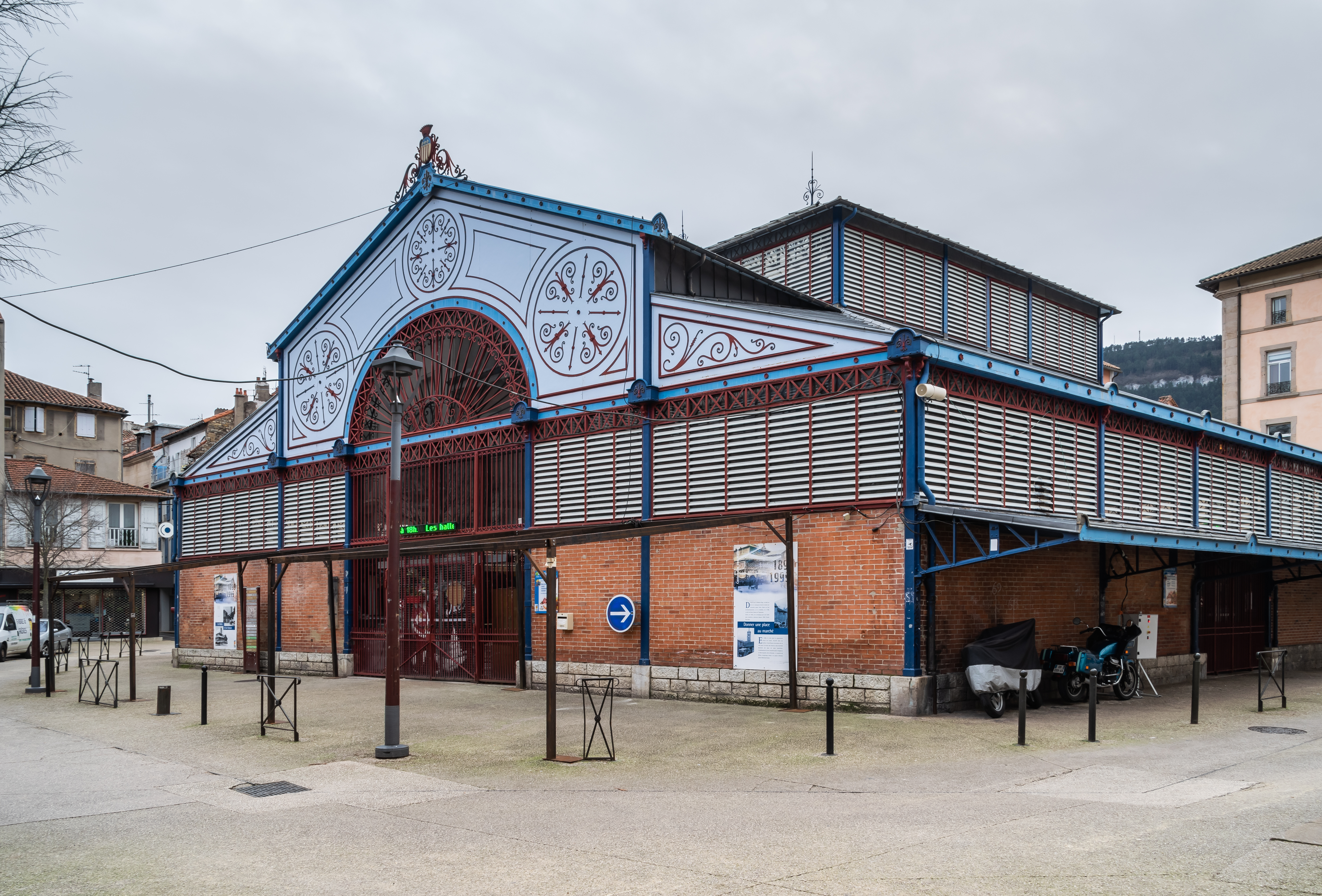
米约集市大厅

### 教育
米约属于图卢兹学区。截止2018年1月1日，米约境内共有1所幼儿园、13所小学、2所初级中学、2所普通高中和2所职业高中。2018至2019学年度，米约境内共有在校中小学生2,278名。
在高等教育方面，米约境内设有一个大学城，国立让-弗朗索瓦·商博良学院下属的部分专业在此授课。

### 医疗
截止2018年1月1日，米约境内共有全科医生25名、保健师28名、牙医20名、护士39名、耳科医生1名、眼科医生9名、皮肤科医生1名、助产士8名、儿科医生3名和妇科医生1名。境内共有药房12家，养老院6家，残疾人帮扶中心3家。
米约中心医院（Centre hospitalier de Millau）位于米约市区，设有床位448个，是当地规模最大的公立综合性医院。

### 住房
2016年，米约境内共有各类住房12,931套，其中81.8%为常住房屋。集中式居民区主要分布在市区中南部。

### 商业
2017年，米约境内共有各类商铺1,498家，其中餐饮服务类635家。市区西南部建有大型开放式商业街区。

### 体育
2018年，米约境内共有2家游泳池、3间健身房、2座综合体育场、12处网球场、2处马术场、4处足球或橄榄球场以及10处篮球或排球场。当地每年举办米约100公里步行越野赛。
米约足球体育俱乐部是当地的一支足球队，成立于1927年，2020至2021赛季参加区域性的足球联赛。
米约奥林匹克橄榄球体育俱乐部是当地的一支橄榄球队，成立于1903年，2020至2021赛季参加法国橄榄球丁级联赛。

### 环境
米约的环境事务由其所属的公共社区负责。2017年，米约境内共有2家污染企业。

### 治安
2014年，米约及附近地区共发生各类案件1,223起，其中盗窃类案件657起，经济类案件91起，毒品交易类案件232起。

## 文化

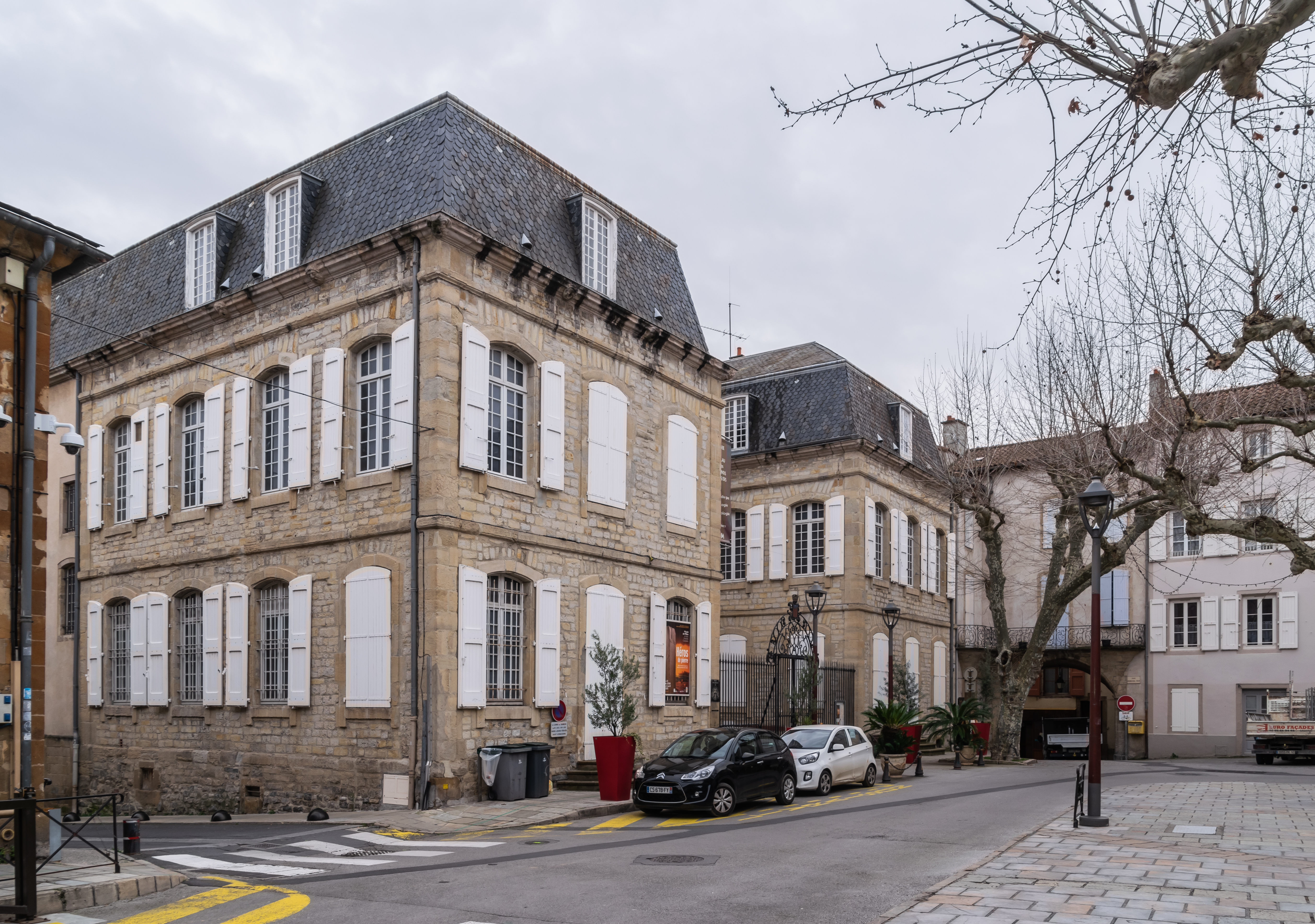
米约市中心的一处建筑

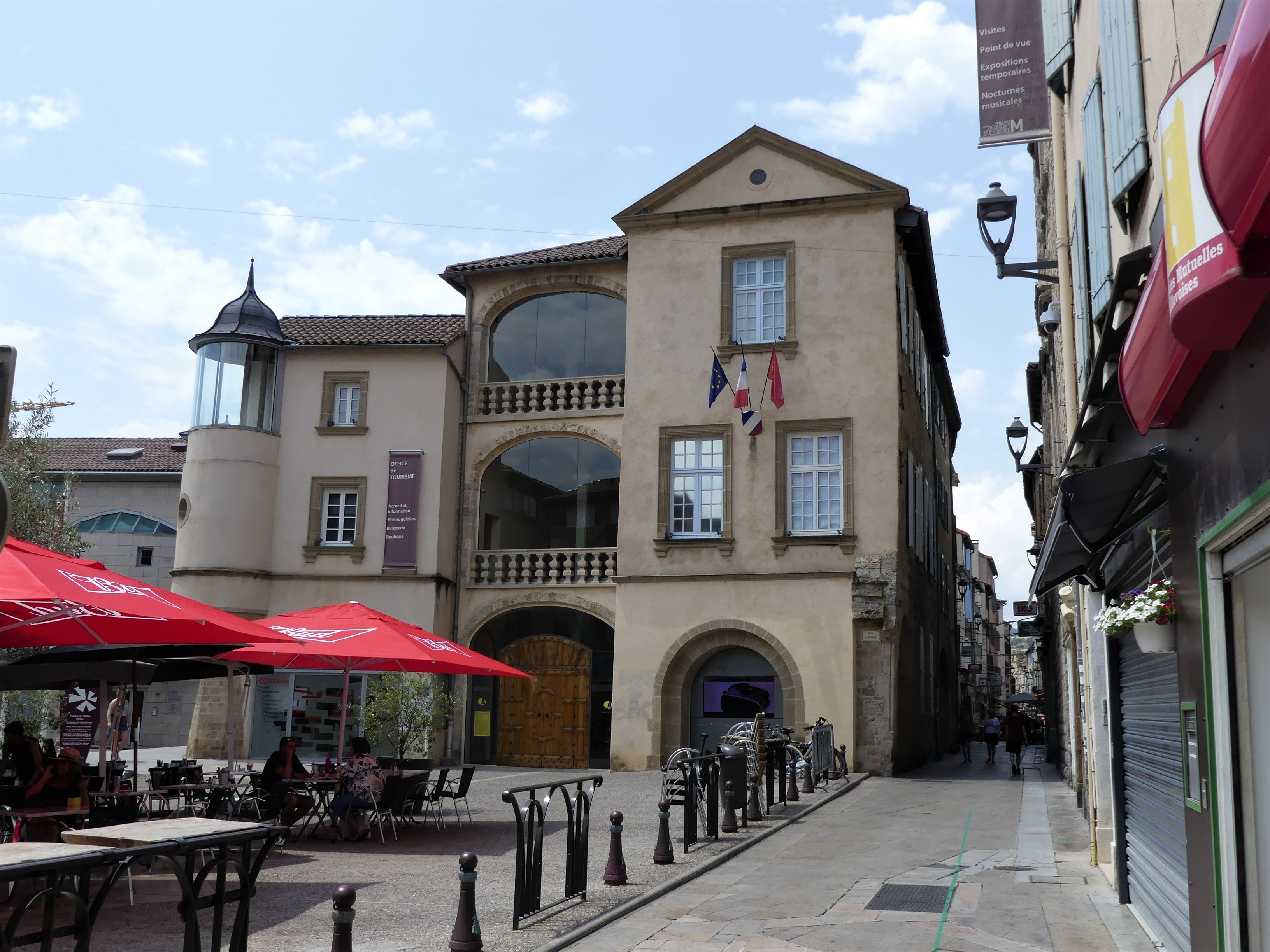
米约旅游局

2018年，米约境内共有1个剧场、1个电影院和1个博物馆。米约市政府提供多媒体中心，向公众全年开放。

### 建筑
米约因米约高架桥而闻名，后者建成于2004年，全长2.46公里，距地面约270米，其斜拉索最高点距离地面343米，比埃菲尔铁塔还要高出23米，是世界最高的桥梁之一。
除此之外，米约也是法国艺术与历史之城，境内有多处法国国家文物保护单位，其中埃斯皮纳斯圣母堂、米约钟楼等为当地的代表性建筑物。

### 旅游
2020年，米约境内共有17个宾馆共计601间房间，另有9个露营地，可容纳共1,336辆露营车。

### 媒体
法国主要的媒体均可在米约接收，法国电视三台下属的奥克西塔尼大区频道在部分时段播出米约所属区域的地方新闻。

### 美食
米约所处区域为法国重要的山地畜牧业区，以奶酪为代表的奶制品为当地的代表性食物，此外米约葡萄酒（Côte de Millau）属于朗格多克产区，是法国的一个地理标志保护产品。

## 友好城市
截至2020年5月，米约共与5座城市互为友好城市关系：
- 塞内加尔 卢加
- 德国 巴特萨尔茨乌夫伦
- 英格兰 布里德靈頓
- 西班牙 萨贡托
- 葡萄牙 梅阿利亚达